# Taraconica humberti
Taraconica humberti là một loài bướm đêm trong họ Noctuidae.